# پی‌یر بورل

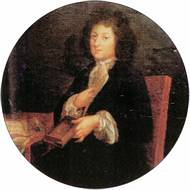
پرتره پیر بورل اثر

پیر بورل (لاتین: Petrus Borellius ; ۱۶۲۰–۱۶۷۱) یک دانشمند، شیمیدان (و کیمیاگر مشهور)، پزشک و گیاه‌شناس فرانسوی بود.
بورل در کستر به دنیا آمد. او در سال ۱۶۴۰ دکترای پزشکی خود را در دانشگاه مونپلیه گرفت. در سال ۱۶۵۴ او پزشک پادشاه فرانسه، لویی چهاردهم شد.
در سال ۱۶۶۳ با استر دو بونافوس ازدواج کرد و در سال ۱۶۷۴ به عضویت آکادمی فرانسه دراما. او در پاریس درگذشت.
او خود را با طیف التقاطی از موضوعات مورد توجه قرار داد: اپتیک، تاریخ باستان، زبان‌شناسی و کتابشناسی. زندگی‌نامه‌نویسان او از این پراکندگی علائق او در حوزه‌های مختلف اظهار تاسف می‌کنند.
در اثر مورد چارلز دکستر وارد، اثر اچ پی لاوکرفت بورلوس به اشتباه به عنوان یک جادوگر جادوی سیاه و احضارکنندهٔ اموات معرفی می‌شود. در واقع، رمان با نقل قولی از بورلوس آغاز می‌شود.

## آثار
- عتیقه‌های کاسترس، ۱۶۴۹
- Bibliotheca chimica، ۱۶۵۴
- Trésor de recherches et d'Antiquités gauloises et françaises، ۱۶۵۵
- Historiarium et observationum medico-physicarum centuria IV, 1653, 1656
- De vero telescopii inventore, 1655.
- Vitae Renati Cartesii، خلاصه فلسفی خلاصه، ۱۶۵۶.
- Discours nouveau prouvant la pluralité des mondes، ۱۶۵۷.